# Vitória Futebol Clube (São Tomé e Príncipe)
O Vitória Futebol Clube (em Forro: Viˈtɔɾiɐ Futɨˈbɔɫˈ Klub(ɨ) du Ribɔk) é um clube multiesportes na Ilha de São Tomé de São Tomé e Príncipe.  Recentemente o Vitória assinou uma parceria com o Clube Desportivo Nacional , passando agora a ser o parceiro oficial nas ilhas de São Tomé e Principe, irão inclusive utilizar equipamentos fornecidos pelo clube Português.  O futebol clube fundado em 18 de dezembro de 1976, um ano apôs da independência do pais.

## Títulos

### Títulos de nacional
- Liga de São Tomé e Príncipe: 1
  - 1977, 1978, 1979, 1986, 1989

- Taça Nacional de São Tomé e Príncipe: 8
  - 1984, 1985, 1986, 1989, 1990, 1999, 2007, 2011

- Supertaça de São Tomé e Príncipe: 1
  - 2011

### Títulos insular
- Liga Insular de São Tomé: 1
  - 1977, 1978, 1979, 1986, 1989, 2011

## Posições
| Ano  | Divisão | Posição |
| ---- | ------- | ------- |
| 1977 | 1ª      | 1ª      |
| 1978 | 1ª      | 1ª      |
| 1979 | 1ª      | 1ª      |
| 1980 | 1ª      | 2ª      |
| 1981 | 1ª      | 2ª      |
| 1982 | 1ª      | 3       |
| 1984 | 1ª      | 2ª      |
| 1985 | 1ª      | 2ª      |
| 1986 | 1ª      | 1ª      |
| 1988 | 1ª      | 2ª      |
| 1989 | 1ª      | 1ª      |
| 1990 | 1ª      | 4ª      |
| 1991 | 1ª      | 2ª      |

| Ano     | Divisão | Posição |
| ------- | ------- | ------- |
| 1993    | 1ª      | 3ª      |
| 1994    | 1ª      | 7ª      |
| 1995    | 1ª      | 2ª      |
| 1996    | 1ª      | 2ª      |
| 1997    | 1ª      | 2ª      |
| 1998    | 1ª      | 3ª      |
| 1999    | 1ª      | 3ª      |
| 2000    | 1ª      | 3ª      |
| 2001    | 1ª      | 5ª      |
| 2003    | 1ª      | 2       |
| 2004    | 1ª      | 2ª      |
| 2007    | 1ª      | 2ª      |
| 2009–10 | 1ª      | 2ª      |

| Ano     | Divisão | Posição |
| ------- | ------- | ------- |
| 2011    | 1ª      | 1ª      |
| 2012    | 1ª      | 4ª      |
| 2012-13 | 1a      | 3a      |
| 2014    | 1a      | 4a      |

## Jogadores actuais
Actuais de 6 de fevereiro de 2014
Nota: Bandeiras indicam equipe nacional, conforme definido pelas regras de elegibilidade da FIFA. Os jogadores podem ter mais de uma nacionalidade não-FIFA.
| N.º |                     | Posição | Jogador                     |
| --- | ------------------- | ------- | --------------------------- |
| 1   | São Tomé e Príncipe | G       | Sergio da Lima              |
| 3   | São Tomé e Príncipe | D       | Agilson Sole                |
| 5   | São Tomé e Príncipe | D       | Kilson Neto de Ceita        |
| 6   | São Tomé e Príncipe | D       | Ernesto Almeida             |
| 8   | São Tomé e Príncipe | M       | Ibraimo Bengo Neto de Ceita |
| 9   | Cabo Verde          | A       | André Batista               |
| 11  | São Tomé e Príncipe | A       | Tiago Serrão                |
| 15  | São Tomé e Príncipe | D       | Paulino Lopes               |
| 18  | São Tomé e Príncipe | M       | Eduardo Da Costa            |

| N.º |                     | Posição | Jogador             |
| --- | ------------------- | ------- | ------------------- |
| 20  | São Tomé e Príncipe | M       | Jorge Gonçalves     |
| 21  | Guiné Equatorial    | D       | Jesus Ndong         |
| 24  | São Tomé e Príncipe | D       | João Aurélio Semedo |
| 26  | São Tomé e Príncipe | D       | André Cunha         |
| 28  | São Tomé e Príncipe | A       | Yorgo Abi Tayeh     |
| 30  | São Tomé e Príncipe | M       | Joazhifel Soares    |
| 34  | São Tomé e Príncipe | A       | Flavio Rocha        |
| 40  | São Tomé e Príncipe | G       | Pedro Felgueiras    |

## Futebol

### Palmarés
| Escalão | Nº Presenças | Títulos | Melhor Classificação |
| I       | -            | 5       | Campeão              |
| II      | 30-35        | 6       | Campeão              |

### Classificações regionais

#### Regionais
| Temporada | Div | Pos | Pts    | J  | V  | E | D | G.M. | G.S. | Diff. |
| 2011      | 2   | 1   | 47 pts | 21 | 15 | 2 | 4 | 35   | 15   | +20   |
| 2012      | 2   | 4   | 27 pts | 18 | 8  | 3 | 7 | 23   | 18   | +5    |
| 2013      | 2   | 3   | 24 pts | 18 | -  | - | - | -    | -    | -     |
| 2014      | 2   | 4   | -      | 18 | -  | - | - | -    | -    | -     |
| 2015      | 2   | -   | -      | 18 | -  | - | - | -    | -    | -     |

## Ligaçőes externas
- Síti oficial de Vitória FC Riboque